# Johns Creek
Johns Creek je město ve Spojených státech amerických. Nachází se v okrese Fulton County ve státě Georgie. Ve městě žije  obyvatel a jeho rozloha činí . Město je severovýchodním předměstím Atlanty, nejlidnatějšího města v Georgii.
Město bylo založeno roku 2006. Město leží v nadmořské výšce asi 270 m n. m. v oblasti s vlhkým subtropickým podnebím.